# Route nationale 33a (Madagascar)
Pour les articles homonymes, voir N33A et Route 33A.
La route nationale 33a (N 33a) est une route nationale s'étendant de Ambondromamy jusqu'à Tsaratanana à Madagascar.

## Description
La route nationale 33a parcourt 83 km dans la région de Betsiboka.
Elle bifurque de la N 4 au sud d'Ambondromamy et se dirige vers le sud-est jusqu'à Tsaratanana.

## Parcours
- Ambondromamy
- Tsaratanana